# Pseudosturmia clavipalpis
Pseudosturmia clavipalpis là một loài ruồi trong họ Tachinidae.